# Supriya Pathak
Supriya Pathak (ur. 7 stycznia 1961 roku) – aktorka bollywoodzka. Nagrodzona Nagrodą Filmfare dla Najlepszej Aktorki Drugoplanowej za Kalyug (1981) i Bazaar (1982).
Po 11-letniej przerwie wróciła na ekrany w Sarkar u boku Amitabh Bachchana.
Żona aktora Pankaj Kapoora (grali razem w Dharm, Raakh), matka aktora Ishaan Kapoora, macocha aktora Shahid Kapoora. Córka aktorki Diny Pathak, siostra aktorki Ratny Pathak Shah, szwagierka aktora Naseeruddina Shaha.

## Filmografia
- Awasthi (2009) jako Rukmani
- Delhi 6 (2008) jako Vimla
- Sarkar Raj (2008) jako Pushpa Nagre
- Dharm (2007) jako Pandit Chaturvedi's Wife
- Sarkar (2005) jako pani Pushpa Subhash Nagre
- Bewafaa (2005)
- Jackpot Do Karode (2002) jako Sonu Datta
- Madhosh (1994)
- Shadyantra (1990)
- Daata (1989) jako Suraiya Khan/Suraiya Rao
- Akanksha (1989) (TV) jako Seema
- Kamla Ki Maut (1989) jako Anju
- Raakh (1989) jako Nita
- Falak (The Sky) (1988) jako Shobha
- Shahenshah (1988) jako Shahida
- La Nuit Bengali (1988) jako Gayatr
- Zindagi (1987) TV series
- Dilwaala (1986) jako Kamla
- Jhoothi (1985) jako Seema
- Arjun (1985) jako Sudha Malvankar
- Bahu Ki Awaaz (1985) jako Madhu V. Srivastav
- Mirch Masala (1985) jako robotnica w fabryce chili
- Awaaz (1984) jako Priya
- Dharam Aur Kanoon (1984) jako Reshma
- Bekaraar (1983) jako Nisha
- Masoom (1983) jako Bhavana
- Ghandi (1982) jako Manu - Gandhi's Niece
- Bazaar (1982) jako Shabnam
- Vijeta (1982) jako Anna Verghese
- Kalyug (1981) jako Subhadra